# Ботанова Катерина Юріївна
Катерина Юріївна Ботанова (12 червня 1976, Хмельницький) — українська публіцистка, арткритик та перекладачка. Директорка фундації «Центр сучасного мистецтва» (2009—2015), засновниця і головна редакторка онлайн-журналу Korydor (2010—2015), членкиня Європейського культурного парламенту, Наглядової ради міжнародного фестивалю мистецтва і комунікації FLOW та «рульової групи» Vienna Seminar. За версією Art Ukraine Катерина Ботанова належить до сотні найвпливовіших осіб в сучасному українському мистецтві (дані за 2011 рік). Членкиня Українського ПЕН.

## Біографія
Отримала ступінь магістра з культурології в Києво-Могилянській академії. В 1998—2001 рр. — менеджерка культурних програм Міжнародного фонду «Відродження». Українською переклала деякі розділи книг Едварда Саїда «Культура й імперіялізм». Дописувачка журналу Korydor.
З 2014 року кураторка виставок, а з 2016 — співкураторка та редакторка видань міждисціплінарного культурного фестивалю Culturescapes (Швейцарія).

## Громадська позиція
У червні 2018 підтримала відкритий лист діячів культури, політиків і правозахисників із закликом до світових лідерів виступити на захист ув'язненого у Росії українського режисера Олега Сенцова й інших політв'язнів.